# Gustav Alexy
Gustav Alexy (1832 Rožňava – 29. ledna 1880 Manhattan, New York) byl uhersko-americký evangelický farář, pedagog a misionář posléze usazený v USA. Roku 1877 založil a až do své smrti vedl českou evangelickou kongregaci v New Yorku, která zde nadále přetrvala po několik desetiletí.

## Život

### Mládí
Narodil se v Rožňavě (maďarsky Rozsnyó) nedaleko Košic ve slovanské rodině zámožného obchodníka, patrně evangelického vyznání. Po získání základního vzdělání absolvoval bohoslovecká studia v Levoči. Následně se zapojil do revolučních událostí v Rakouském císařství téhož roku a Uherského povstání trvajícího až do roku 1849. Je uváděn jako bojovník v řadách jednotek chorvatského generála Josipa Jelačiče na straně tzv. Trojjediného království proti Uhrům v místech pozdější chorvatsko-maďarské hranice. V bojích dosáhl hodnosti setníka. Vyznáním byl uváděn jako luterán.

### V USA
Po porážce povstání žil v několika zemích Evropy, neboť by byl v Rakousku vystaven trestnímu postihu, stejně jako perzekuci kvůli svéhu nekatolickému vyznání. Posléze studoval na univerzitě v Miláně, kterou zakončil roku 1867. Roku 1868 pak odcestoval do Spojených států, místa s tehdy pokročilou svobodou vyznání, a usadil se v New Yorku. Absolvoval studia na Union Theological Seminary na New York University a stal se řádným evangelickým duchovním. Přestoupil k presbyteriánské církvi a po ukončení studií byl vyslán jako misionář do Španelska, kde mj. působil v okolí Barcelony. V té době zvažoval také svůj misionářský výjezd do Chille, posléze se však po dvou letech ze Španělska vrátil zpět do New Yorku.
Zde se posléze stal duchovním okruhu zdejších evangelíků (mj. též odpadlých katolíků) z rostoucí české komunity ve městě. Roku 1877 zde založil českou evangelickou kongregaci, jakožto první českou evangelickou komunitu v New Yorku, působící napřed v menších pronajatých prostorách, posléze pak v kostele na Páté ulici (Fifth Street). Alexy pořádal kázání v čestině, kterou však sám plně neovládal a první církevní kázání tak údajně často působily zmatečně. Pořádal také pedagogické teologické semináře či hodiny večerní školy. Do kostela docházel také mladý evangelík Vincent Písek, původem ze středočeského Malešova, kterého Alexy podpořil a připravil ke studiu na Union Theological Seminary, která Písek nastoupil roku 1878.

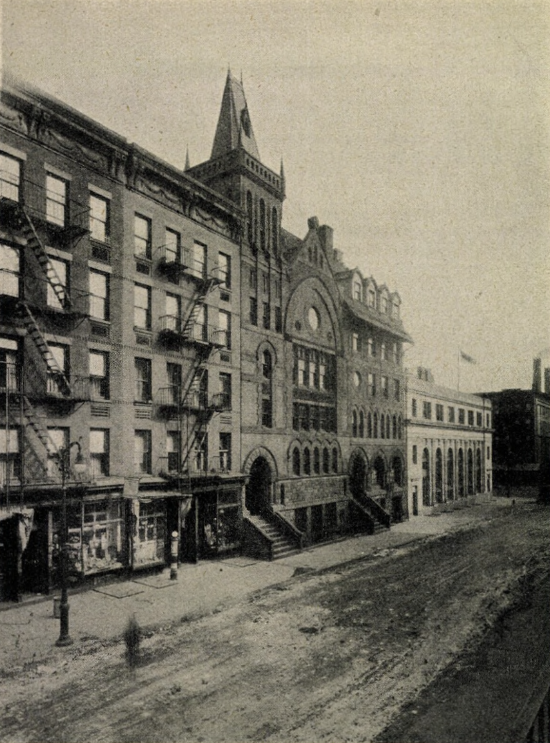
Kostel Mistra Jana Husa v New Yorku okolo r. 1920 (vpravo Český dům a sídlo Bank of Europe)

### Úmrtí
Gustav Alexy zemřel 29. ledna 1880 v New Yorku ve věku 47 nebo 48 let poté, co byl při cestě koňskou dráhou u 59. ulice stižen mrtvicí. Přivolaný ambulatní vůz jej převezl do nemocnice, kde mu již však lékaři nedokázali pomoct. Pohřben byl 1. února na newyorském hřbitově Woodlawn Cemetery v Bronxu. Zádušní mši řídil ještě nevysvěcený student teologie Vincent Písek. Pohřbu se zúčastnily davy lidí, zejména amerických Čechů a Slováků.
Písek pak od roku 1883 vedl českou newyorskou kongregaci a v jejím čele setrval až do své smrtí roku 1930. Zejména jeho zásluhou byl pro kongregaci roku 1888 vystavěn nový Kostel Mistra Jana Husa, který pak sloužíl jako její zázemí.